# Apostolisches Vikariat Leticia
Das Apostolische Vikariat Leticia (lat.: Apostolicus Vicariatus Laetitiae, span.: Vicariato Apostólico de Leticia) ist ein in Kolumbien gelegenes römisch-katholisches Apostolisches Vikariat mit Sitz in Leticia.

## Geschichte
Am 8. Februar 1951 wurde die Apostolische Präfektur Leticia durch Papst Pius XII. aus Gebietsabtretungen des Apostolischen Vikariates Caquetá  errichtet. Am 23. Oktober 2000 wurde die Apostolische Präfektur Leticia durch Papst Johannes Paul II. mit der Apostolischen Konstitution Cum in Praefectura Apostolica Laetitiae zum Apostolischen Vikariat erhoben.

## Ordinarien

### Apostolische Präfekte von Leticia
- Marceliano Eduardo Canyes Santacana OFMCap, 1952–1989
- Alfonso Yepes Rojo, 1989–1990
- William de Jesús Ruiz Velásquez, 1997–2000

### Apostolische Vikare von Leticia
- José de Jesús Quintero Díaz, seit 2000